# Porno para principiantes
Porno para principiantes es una película de comedia uruguaya-argentina-brasileña de 2018 dirigida por Carlos Ameglio y escrita por Ameglio, Leonel D'Agostino y Bruno Cancio. Protagonizado por Martín Piroyansky y Nicolás Furtado. La película fue preseleccionada para representar a Uruguay en la categoría Mejor Película Internacional en la 93.ª edición de los Premios Óscar, pero no fue seleccionada.

## Sinopsis
Víctor, cineasta amateur, está a punto de vender su cámara para poder casarse, cuando un "empresario" no muy legal llamado Boris, le propone dirigir una película. Emocionado, acepta la propuesta, pero lo que no esperaba es que terminaría filmando una versión porno de “La novia de Frankestein”. Su amigo Aníbal, un empleado de videoclub obsesionado con la pornografía lo acompañará en la misión. Todo se complicará cuando Víctor se enamore de la protagonista de su película, la estrella porno internacional Ashley Cummings.

## Reparto
Los actores que participaron en esta película son:
- Martín Piroyansky como Víctor Medina
- Nicolás Furtado como Aníbal
- Carolina Mânica como Ashley Cummings
- Daniel Aráoz como Boris
- Nuria Fló como Leticia
- Roberto Suárez como Padre Simón
- Denny Brechner como Joaquín
- Jorge Bazzano como Néstor

## Producción
La fotografía principal inició en noviembre de 2017 y finalizó 1 mes después en Montevideo, Uruguay.

## Lanzamiento
Tuvo su estreno mundial el 16 de noviembre de 2018 en la 33.ª edición del Festival Internacional de Cine de Mar del Plata. Se estrenó comercialmente el 3 de octubre de 2019 en cines uruguayos y argentinos.